# Tell (Film)
Tell ist eine schweizerische Komödie von Mike Eschmann aus dem Jahr 2007. Der Film startete am 22. November 2007 in den Kinos.

## Handlung
Der Film spielt im Jahr 1291. Die Eidgenossen sind zum letzten Schritt bereit, um in einem Waldstück den ultimativen Schwur zur Revolution zu vollziehen, als sie von ihren Frauen gestört werden, denn Essen und Trachtengruppe sind wichtiger als die Freiheit im eigenen Land. Der deutsche Tourist Friedrich Schiller beobachtet dies und notiert sich alles genau. 
Währenddessen hat Wilhelm Tell ein ganz anderes Problem: Er und seine Geschäftspartnerin Heidi bringen ein Wundermittel auf den Markt, welches Hängebusen und Orangenhaut verhindern soll. Das Geschäft funktioniert bestens, bis Heidi mit dem Geld abhaut. Tell sucht Heidi und findet im Schnee der Schweizer Alpen den Eskimo Val-tah. Dieser ist in ein Schneeloch gefallen und wird von Tell gerettet. Von nun an ist Val-tah Tells ständiger Begleiter.
Da Wilhelm Tell einen österreichischen Pass besitzt, aber eigentlich Schweizer ist, wird er von Aufständlern angeheuert, ihren Plan in die Tat umzusetzen. Und zwar soll er zum Schloss des Österreichers Gessler und das dort von den Schweizer Sklaven angefertigte ultimative Schlosstor zerstören. Als Lohn würde er den lang ersehnten Schweizer Pass erhalten. Doch das ist einfacher gesagt als getan.

## Kritik
Die geplante Provokation misslang, der Film floppte. Kritisiert wurden Durchhänger, flache Witze, biedere Zoten, umständliche Dialoge und kaputtgeredete Pointen.
Das Lexikon des Internationalen Films urteilt: „Anarcho-Komödie vom Reißbrett, der es an Witz, Biss und Timing fehlt. Selbst die bekannten TV-Comedy-Stars können die behäbige Geschichte nicht retten.“
Auch Cinema war voll von Kritik: „Ein lächerlicher Gag jagt den nächsten, die Darsteller chargieren um die Wette (der erste Preis geht unangefochten an Udo Kier als Obertunte), und eine halbwegs stimmige, geschweige denn witzige Story ist weit und breit nicht zu entdecken.“ Und man fragte sich, „warum [die Filmstiftung NRW] diese unsäglich platte Parodie über den Schweizer Nationalhelden Wilhelm Tell mit 900.00 Euro unterstützt[e].“
Die Redaktion von Prisma klagte, „kaum ein Gag dieser Klamotte sitzt. Hier dient das Schillersche Drama um den Schweizer Freiheitskämpfer Wilhelm Tell auch nur dazu, mit möglichst vielen Anachronismen und übertriebenem Klamauk die Lachmuskeln der Zuschauer zu strapazieren.“